# Kingenhofsäge
Die Kingenhofsäge ist eine historische, funktionsfähige Klopfsäge im Löffeltal in Hinterzarten, die als Kulturdenkmal eingestuft ist.
Die Säge befindet sich am Heimatpfad Hochschwarzwald, einem ungefähr sieben Kilometer langen Rundwegs durch das Hinterzartener Moor und die Ravennaschlucht, der zudem am ehemaligen Hotel Rössle und der Kapelle St. Oswald im Höllental vorbeiführt. Die Säge nimmt regelmäßig am Deutschen Mühlentag teil.

## Geschichte
Die Säge wurde 1828 am Rotbach als Hofsäge des bereits für das Jahr 1446 belegten Kingenhofs erbaut. Ab 1969 wurde die Säge nicht mehr verwendet. Im gleichen Jahr begann die Ortsgruppe Hinterzarten-Breitnau des Schwarzwaldvereins zusammen mit der Kurverwaltung die Planung des Heimatpfads Hochschwarzwald, der 1970 eingeweiht wurde. Nachdem der Schwarzwaldverein 1977 die Großjockenmühle in der Ravennaschlucht restauriert hatte, pachtete dessen Ortsgruppe 1979 die Kingenhofsäge und restaurierte sie ebenfalls bis 1982 in Zusammenarbeit mit dem Eigentümer.
1986 wurde das ehemalige Sägerhäusle von 1842 abgerissen und in alter Bauweise neu errichtet.
Im Jahr 2009 lief der Pachtvertrag zwischen dem Eigentümer und dem Schwarzwaldverein aus. 2011 wurde ein neuer Pachtvertrag zwischen dem Eigentümer und dem 1987 gegründeten Verein Heimatpfad Hochschwarzwald geschlossen. Gleichzeitig musste das 1979 angelegte Schindeldach sowie der 43 Meter lange Kähner erneuert werden. Neben finanzieller Unterstützung von Schwarzwaldverein, Denkmalstiftung Baden-Württemberg und Naturparkprogramm, rief der Verein die Initiative Schindeln für die Kingenhofsäge ins Leben. Spender konnten Schindeln im Wert von 5 EUR zeichnen.